# Malkapur (Buldana)
Malkapur es una ciudad y  municipio situada en el distrito de Buldana en el estado de Maharashtra (India). Su población es de 67740 habitantes (2011). 

## Demografía
Según el censo de 2011 la población de Malkapur era de 67740 habitantes, de los cuales 34693 eran hombres y 33047 eran mujeres. Malkapur tiene una tasa media de alfabetización del 87,94%, superior a la media estatal del 82,34%: la alfabetización masculina es del 92,01%, y la alfabetización femenina del 83,70%.